# Kabinett Christofias I

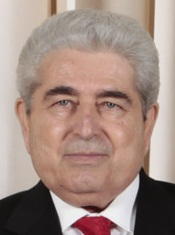
Christofias

Das Kabinett Dimitris Christofias I regierte die Republik Zypern zwischen März 2008 und Juli 2011.

## Prolog
Bei den Präsidentenwahlen am 17. Februar 2008 erhielt Christofias (AKEL) 33,29 % der Stimmen und rangierte damit an zweiter Stelle nur knapp hinter Ioannis Kasoulides (DISY), der 33,51 % der Stimmen erhielt. Überraschend an dritter Stelle fand sich der amtierende Präsident Tassos Papadopoulos (DIKO) mit 31,8 % wieder.
Da keiner der Anwärter eine Mehrheit für sich verbuchen konnte, musste ein zweiter Wahlgang die Entscheidung herbeiführen. Bei der Stichwahl am 24. Februar 2008 zwischen Christofias und Kasoulides gewann der Parteichef der AKEL mit 53,36 % der Stimmen.
Als neuer Präsident einigte Christofias sich mit der Partei DIKO auf eine Koalitionsregierung.

## Mitglieder des Kabinetts

Wappen der Republik Zypern

| Ministerium                                            | Amtsinhaber                           | Griechische Schreibweise |
| ------------------------------------------------------ | ------------------------------------- | ------------------------ |
| Ministerpräsident                                      | Dimitris Christofias                  | Δημήτρης Χριστόφιας      |
| Außenminister                                          | Márkos Kyprianoú                      | Μάρκος Κυπριανού         |
| Innenminister                                          | Neoklis Silikiotis                    | Νεοκλής Συλικιώτης       |
| Finanzminister                                         | Charilaos Stavrakis                   | Χαρίλαος Σταυράκης       |
| Verteidigungsminister                                  | Kostas Papakostas                     | Κώστας Παπακώστας        |
| Verkehrsminister                                       | Nikos Nikolaidis                      | Νίκος Νικολαϊδης         |
| Verkehrsminister                                       | Erato Kozakou-Marcoullis ab März 2010 | Ερατώ Κοζάκου-Μαρκουλλή  |
| Arbeitsminister                                        | Sotiroula Charalampus                 | Σωτηρούλα Χαραλάμπους    |
| Bildungs- und Kulturminister                           | Andreas Dimitriou                     | Ανδρέας Δημητρίου        |
| Minister für Wirtschaft Industrie und Tourismus        | Andonis Pashalidis                    | Αντώνης Πασχαλίδης       |
| Gesundheitsminister                                    | Christos Patsalidis                   | Χρίστος Πατσαλίδης       |
| Agrar- und Umweltminister                              | Michalis Polynikis                    | Μιχάλης Πολυνίκης        |
| Agrar- und Umweltminister                              | Dimitris Iliadis ab 2. März 2010      | Δημήτρης Ηλιάδης         |
| Ministerium für Gerechtigkeit und öffentlicher Ordnung | Kypros Chrysostomidis                 | Κύπρος Χρυσοστομίδης     |
| Ministerium für Gerechtigkeit und öffentlicher Ordnung | Loukas Louka ab 22. Dezember 2008     | Λουκάς Λουκά             |
| Regierungssprecher                                     | Stefanos Stefanou                     | Στέφανος Στεφάνου        |

## Regierungszeit

### Zypernkonflikt
Als eine seiner wichtigsten Aufgaben betrachte der neu gewählte Präsident, die Aussöhnung und die Wiedervereinigung mit dem besetzten Nordteil der Insel. Seit dem EU-Beitritt Zyperns 2004, gab es zwischen den beiden Volksgruppen keine Gespräche mehr. Christofias, der ein Befürworter der Wiedervereinigung ist nahm erstmals die Gespräche mit dem türkischen Zyprioten Mehmet Ali Talât wieder auf, der als überzeugter EU-Anhänger gilt. Beide Seiten sprachen von Fortschritten im Verlauf der mehrmaligen Treffen, die es zwischen beiden gab, doch reichte die Zeit nicht aus, um sich zu einigen. Talat wurde im April 2010 von Derviş Eroğlu als Staatspräsident der international nicht anerkannten türkischen Republik Nordzypern abgelöst. Eroğlu steht einer Wiedervereinigung weitaus skeptischer als sein Vorgänger gegenüber.

### Finanzkrise
Im Jahr 2009 erreichte die weltweite Finanzkrise auch Zypern und setzte die Banken auf der Insel unter Druck. Der Staat musste in Not geratene Banken unterstützen, die von Ratingagenturen immer wieder abgestuft wurden, was zur Folge hatte, dass die Republik selbst abgestuft wurde. Christofias kommentierte öffentlich immer wieder, man habe die Lage im Griff und brauche nicht die Hilfe der Europäer.
In den Morgenstunden des 11. Juli 2011 kam es zu einer folgenschweren Explosion auf einem Militärstützpunkt im Süden der Insel. Ein ausgebrochenes Feuer ließ gelagerte Munition explodieren. Oppositionsführer Nikos Anastasiadis berichtete, alle auf dem Stützpunkt gelagerten 98 Container mit etwa 2000 Tonnen Schießpulver seien explodiert. Diesem Unfall fielen 15 Menschen zum Opfer und über 60 zum Teil schwer Verletzte wurden in nahe gelegene Krankenhäuser von Larnaka und Nikosia eingeflogen. Die Explosionen waren so heftig, dass sie ein nahe gelegenes Kraftwerk schwerst beschädigten, welches das halbe Land mit Strom versorgte. Infolgedessen kam es zu wiederholten Stromausfällen auf der ganzen Insel die zeitweise auch den Flugverkehr lahmlegten. Probleme gab es auch bei der Wasserversorgung, da entsprechende Pumpanlagen ohne Strom nicht funktionierten. In verschiedenen Städten musste das Wasser rationiert werden und Behörden beschlossen, dass es nur im zweitäglichen Rhythmus Wasser geben werde, für maximal 12 Stunden, um eine Austrocknung durch den sehr heißen Sommer zu vermeiden. Der Präsident rief Haushalte und Unternehmen auf, unnötigen Stromverbrauch zu vermeiden und beispielsweise auf Klimaanlagen zu verzichten. Verschiedene Medien kritisierten, dass die Munition, die einst beschlagnahmt wurde, als sie sich auf einem Schiff vom Iran aus auf den Weg nach Syrien befand, nicht richtig gelagert wurde und deckten auf, dass die Regierung mehrmals mündlich wie schriftlich von dieser Gefahrenquelle unterrichtet wurde. Verteidigungsminister Papakostas trat als Konsequenz auf diese Enthüllungen von seinem Ministeramt zurück.
Die Kosten des Unglücks gingen in die Milliarden und belasteten Unternehmen wie Staat zusätzlich zu der bereits bestehenden wirtschaftlichen Krise, daraufhin stuften verschiedene Ratingagenturen das Land weiter ab. Das Entsetzen beim Volk, dass die Regierung über die Gefahr wusste aber nicht handelte, bewegte zigtausende Menschen auf die Straße, die gegen den Präsidenten demonstrierten und ihn sowie seine Regierung zum Rücktritt aufforderten. Die beiden regierenden Koalitionsparteien beschlossen ein Sparpaket, um der Krise entgegenzuwirken, die aber von Christofias im letzten Moment wieder blockiert wurde, da man sich uneinig war über den weiteren Weg, kündigte die DIKO im Juli den Koalitionsvertrag auf und dessen Minister traten aus der Regierung zurück. Tags darauf forderte der Präsident sein komplettes Kabinett zum Rücktritt auf. Für sich selbst aber zog er keine Konsequenzen.

## Abfolge
Mit dem Bruch der Koalition und dem Rücktritt aller Minister aus seinem Kabinett Ende Juli 2011 übernahm Anfang August das Kabinett Dimitris Christofias II die Aufgabe der Regierung.